# Okroeg Zwarte Zee
De okroeg Zwarte Zee of okroeg Tsjernomore (Russisch: Черноморский округ; Tsjernomorskija okroeg) was een okroeg in het keizerrijk Rusland. De okroeg bestond van 1866 tot 1896. De hoofdstad was Novorossiejsk. De okroeg lag langs de Zwarte Zeekust, aan de zuidkant en tot de bergkam van het Grote Kaukasus-gebergte, tussen de rivieren Toeapse en Bzipi.
De okroeg werd in 1866 opgericht nadat Rusland in de eindfase van de Kaukasusoorlog het noord-Kaukasische Circassië veroverd had, waar het gebied tot dan toe behoorde. In 1868 werd het gebied langs de noordoostelijke kust van de Zwarte Zee tot en met de stad Anapa toegevoegd aan de okroeg. In 1870 werd de  okroeg ingedeeld in drie secties (oetsjatsjok), te weten Toeapse, Novorossiejsk en Sotsji. In 1870 werd de status van deze secties verlaagd tot otdel.
In 1884 werd Anapa overgeheveld naar de oblast Koeban. Op 21 maart 1888 werd de onafhankelijke bestuurlijke status van de okroeg opgeheven en werd ze opgenomen in de oblast Koeban. De okroeg werd op 23 mei 1896 getransformeerd in het gouvernement Zwarte Zee met hoofdstad Novorossiejsk, waarmee het weer buiten de oblast Koeban werd geplaatst. Binnen dat gouvernement werden de eerdere secties tot okroeg gepromoveerd: Toeapse, Novorossiejsk en Sotsji